# Convertidor de fase

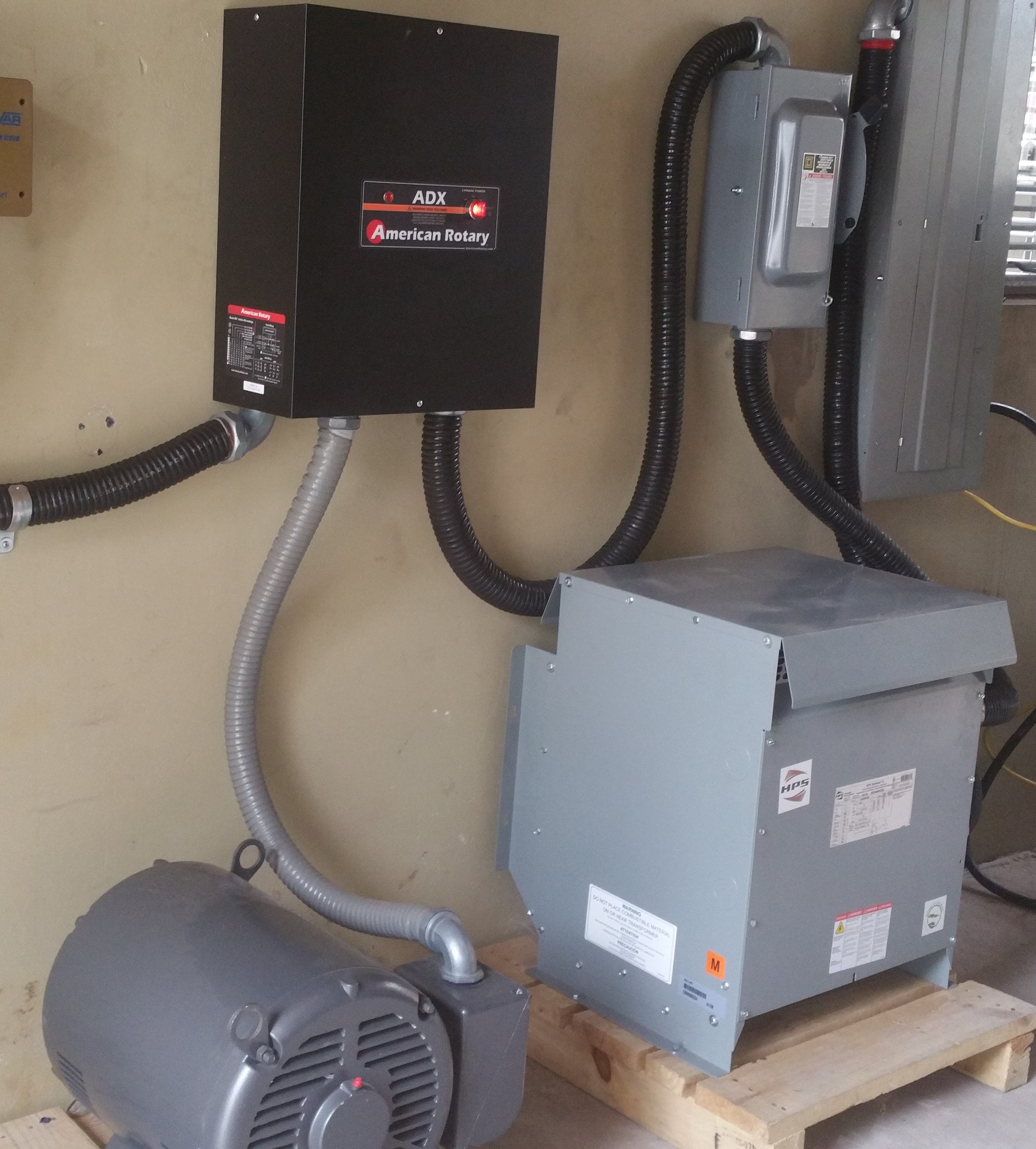
Un convertidor de fase rotativo con transformador

Un convertidor de fase es un dispositivo que convierte la energía eléctrica monofásica en energía eléctrica de múltiples fases. La mayoría de los convertidores de fase se utilizan para producir energía eléctrica trifásica a partir de una fuente monofásica, lo que permite la operación de equipos trifásicos en lugares que solo disponen de suministro eléctrico monofásico.

## Sistemas de conversión
Existen varios métodos para hacer funcionar motores trifásicos a partir de un suministro monofásico, estos en general se pueden clasificar como:
- Los convertidores de fase rotativos: utilizan un motor trifásico y un grupo de condensadores que funcionan como un gran condensador. El suministro monofásico está conectado a dos de los tres cables del motor. El tercer cable del motor está conectado a una de las salidas monofásicas en serie con el grupo de condensadores, y los cables de salida del convertidor van conectados a los tres terminales del motor. De esta manera, el convertidor rotativo de fase genera fuentes con 1/3 de potencia, mientras que simultáneamente se combina con las otras dos corrientes procedentes de la fuente de alimentación monofásica.

- Los convertidores de fase estáticos: producen una tercera fase de corriente, complementaria a las corrientes del suminitro monofásico, sólo cuando el elemento que se está alimentado se pone en funcionamiento y no pueden utilizarse para necesidades de energía trifásica a largo plazo.

- Los convertidores de fase digitales: el tipo más moderno de convertidor de fase es totalmente electrónico. Produce la tercera tensión a través de un proceso conocido como la doble conversión con IGBT, en el que la corriente alterna del suministro monofásico se convierte a corriente continua y luego de nuevo a corriente alterna. Un procesador de señal digital gestiona constantemente las tres corrientes.

## Usos
El suministro de corriente trifásica no está disponible en muchos lugares debido a que requiere que las compañías suminstradoras de electricidad instalen transformadores de tensiones más elevadas, paneles de servicios alternativos y cables adecuados. Cuando se ofrece este servicio, normalmente es a un precio mayor.
Los convertidores de fase proporcionan una fuente de corriente trifásica a personas que habitan en zonas donde sólo se ofrece el servicio monofásico, para poder accionar grandes máquinas eléctricas, como por ejemplo la maquinaria agrícola.